# The Secret Lives of Dentists
The Secret Lives of Dentists é um filme dramático de 2002, dirigido por Alan Rudolph e estrelado por Campbell Scott, Hope Davis e Denis Leary. Foi baseado no romance The Age of Grief de Jane Smiley, e apesar do reconhecimento da crítica, teve lançamento limitado nos Estados Unidos.

## Sinopse
David e Dana Hurst são dentistas casados, pais de três filhas, e que dividem o mesmo consultório no Condado de Westchester. Dana participa da montagem de ópera que a vizinhança está montando, enquanto David fica nos bastidores, e ajuda sua esposa a brilhar, pelo menos até encontrá-la nos braços de outro homem. Ao mesmo tempo em que ele tenta descobrir como lidar com esta situação, ele passa a ter conversas imaginárias com um de seus antigos pacientes.

## Elenco
- Campbell Scott.... David Hurst
- Hope Davis.... Dana Hurst
- Denis Leary.... Slater
- Robin Tunney.... Laura
- Peter Samuel.... Larry
- Jon Patrick Walker.... Mark
- Ginna Beleno.... Lizzie Hurst
- Lydia Jordan.... Stephanie Hurst
- Cassidy Hinkle.... Leah Hurst